# Крюков, Сергей Сергеевич
Серге́й Серге́евич Крю́ков (10 августа 1918, Бахчисарай, Германская империя — 1 августа 2005, Москва, Россия) — русский советский инженер, видный конструктор ракетно-космической техники, работавший в космической программе СССР, проектировщик первой межконтинентальной баллистической ракеты Р-7.
Закончил Сталинградский механический институт, МВТУ им. Баумана.
В 1946 г. был принят в ОКБ-1 лично С. П. Королёвым и сразу командирован в Германию. Стал ведущим проектантом, затем руководителем отдела, заместителем Главного конструктора. При самом непосредственном участии С. С. Крюкова были спроектированы практически все ракеты, созданные в ОКБ-1. За создание новейших образцов ракетно-космической техники удостоен звания Героя Социалистического Труда, стал лауреатом Ленинской премии.
В 1970 г. Г. Н. Бабакин пригласил Крюкова в качестве своего первого заместителя в ОКБ им. С. А. Лавочкина; спустя год Крюков был утверждён Главным конструктором. Реализуя лучшие бабакинские разработки, развивая новые направления, С. С. Крюков возглавлял создание новых межпланетных станций-автоматов, спутниковых систем научного и оборонного назначения. Лауреат Государственной премии СССР, доктор технических наук.
В конце 1977 г. приглашён Генеральным конструктором В. П. Глушко в качестве своего первого заместителя в НПО «Энергия»; непосредственно участвовал в работах по комплексу «Энергия»-«Буран».

## Биография
Сергей Сергеевич Крюков родился в городе Бахчисарай Таврической губернии в 1918 году в семье служащего С. Ф. Крюкова. В июне 1926-го отец внезапно умирает на 42-м году; на два месяца пережила мужа 28-летняя Вера Мироновна. Восьмилетний Сережа остаётся под присмотром двоюродной сестры. После её смерти — у тёти. Но уже через три года после смерти отца тётя умирает. Сироту отдают в детдом, он бежит, бродяжничает.
1930—1936 гг. — в детприемнике г. Мценска мальчика находит другая тётя; попытки учиться в ФЗО, ШКМ. Переезд в Ленинград; неудача с поступлением в столичный МВТУ им. Баумана. Отъезд в Сталинград.
1936—1940 гг.— учёба в Сталинградском механическом институте (СМИ). В 1940 году, перейдя на вечернее обучение, С. С. Крюков начинает трудовую деятельность мастером ствольного цеха завода «Баррикады».

## Работа в годы второй мировой войны
В августе 1942 года студентов эвакуируют. Сергей приезжает в Сталинск (ныне Новокузнецк) на завод № 526; он вновь мастер ствольного цеха. Через 2 года там женится на студентке СМИ Раисе Владимировой.
Ещё через 2 года, в феврале 1946-го принят на завод № 711 г. Климовск; поступает в МВТУ. Уже в апреле принят инженером в НИИ-88. Командирован в Германию для изучения документации по трофейным немецким ракетам. Возвращается в подмосковный г. Калининград во главе эшелона с немецкими специалистами. В январе 1947 года переходит в отдел № 3 (начальник — С. П. Королёв) СКБ-88, входящего в состав НИИ-88; через месяц переведён из инженеров-конструкторов в старшие инженеры. В апреле того же года С. С. Крюков защищает в МВТУ диплом по ракетной тематике (специальность — «артиллерийские системы и установки», квалификация — «инженер-механик»), а в сентябре был назначен начальником группы отдела. Присутствует на испытаниях первых отечественных ракет, сделанных на основе Фау-2. Кроме того, Крюков занимался работой над советской версией (Р-102) немецкой ракеты Henschel Hs 117 Schmetterling. В 1951 году все работы над этой ракетой были закончены из-за её бесперспективности и существенных недостатков (слишком медленная и неточная).

## Работа над созданием ракеты Р-7 и дальнейшие работы
В апреле 1950 года на базе нескольких отделов СКБ-88 было образовано Особое конструкторское бюро № 1 (ОКБ-1) под руководством Королёва. В июне 1951 года Крюков назначен начальником сектора проектного отдела № 3 ОКБ-1, через 2 года становится заместителем начальника отдела № 3.  Уже тогда начались предварительные изыскания по созданию первой межконтинентальной баллистической ракеты, которая известна как Р-7. Одновременно с работой С. С. Крюков закончил Высшие инженерные курсы при МВТУ, защитив проект на «отлично».
В 1956 году первоначальный вариант «семёрки» пришлось переделывать по причине недостаточной грузоподъёмности (3 тонны при необходимых 6). В том же году Крюков занимает должность начальника отдела № 3. За проектирование ракет большой дальности Р-5  и Р-5М  был награждён орденом Ленина «за выполнение спецзадания правительства». Первый пуск «семёрки» был осуществлён 17 мая 1957 года.
В декабре 1958 года С. С. Крюкову закрытым постановлением ВАКа присуждается учёная степень доктора технических наук (без защиты кандидатской), через год он получает Ленинскую премию за проектирование Р-7. В 1961 году Крюкову присвоено звание Героя Социалистического Труда за создание образцов новой ракетной техники и обеспечение полёта человека в космос; тогда же Крюков по предложению С. П. Королёва назначается заместителем Главного конструктора ОКБ-1.
После смерти С. П. Королёва и последующей реорганизации предприятия С. С. Крюков подаёт заявление об уходе с должности заместителя Главного конструктора ЦКБЭМ на должность начальника отдела № 3. Затем руководит отделом № 111.
После работы в ЦКБЭМ С. С. Крюков переводится на завод им. С. А. Лавочкина первым заместителем Главного конструктора. После смерти Георгия Бабакина в июне 1971 года приказом министра общего машиностроения назначен Главным конструктором — первым заместителем Генерального директора завода им. С. А. Лавочкина (с 1974 г. — НПО им. С. А. Лавочкина).
В 1971 году награждён орденом Октябрьской Революции. В ноябре 1976 года — Государственной премией СССР за разработку автоматической аппаратуры для космических аппаратов.
В декабре 1977 года приказом министра переведён в НПО «Энергия» на должность первого заместителя Генерального конструктора; в феврале 1982-го, в 64 года — подал заявление об уходе с должности «по собственному желанию», состоянию здоровья и по возрасту. Переведён старшим научным сотрудником в отдел № 012.

## Марс-79
В 1973 году был предложен новый проект — «5М». Он ориентировался на тяжёлую ракету «Протон». Но так как эта ракета имела недостаточную для миссии грузоподъёмность, то решено было организовать двухпусковую схему. Первым должен был стартовать орбитальный модуль, а затем посадочный. Они стыковались на околоземной орбите и летели к красной планете в связке. На орбите Марса ОА проводил съёмку поверхности, выбирая место для посадки ПА. После посадки брались пробы грунта (около 500 граммов), помещались в СА взлётной ракеты, и она стартовала с Марса. ПА оставался проводить дальнейшие научные исследования. На орбите взлётная ракета состыковывалась с ОА, СА перемещалась в орбитальный модуль, взлётная ракета отстреливалась, и связка ОА+СА летела к Земле. На орбите Земли СА отстыковывался и летел на Землю. Запуск двух ОА и двух ПА (четыре пуска «Протона») планировался на ноябрь 1979 года, возврат на Землю через 3 года. Вес аппарата по проекту 5М составил 8700 кг.

## Последние годы
В 1992 году, уже после распада СССР Крюков оформлен научным консультантом отдела и, проработав 4 года, увольняется по собственному желанию на пенсию (в сентябре 1996 года).
1 августа 2005 года — за неделю до 87-летия после продолжительной болезни С. С. Крюков скончался. Похоронен на Останкинском кладбище.

## Награды
- Герой Социалистического Труда (1961);
- Два ордена Ленина (1956, 1961);
- Орден Октябрьской Революции (1971);
- Ленинская премия (1960);
- Государственная премия СССР (1976);[3]
- Юбилейная медаль «За доблестный труд. В ознаменование 100-летия со дня рождения Владимира Ильича Ленина» (1970);
- Медаль «За доблестный труд в Великой Отечественной войне 1941—1945 гг.» (1945);
- Юбилейная медаль «Тридцать лет Победы в Великой Отечественной войне 1941—1945 гг.» (1975);
- Медаль «Сорок лет победы в Великой Отечественной войне 1941—1945 гг.» (1985).

## Память
Сергей Сергеевич Крюков — наименее известная личность из ближайшего окружения Сергея Павловича Королёва. Его именем не названы ни улицы, ни научные или производственные предприятия, ни космические объекты. Даже среди известных деятелей и многих сотрудников ракетно-космической промышленности Крюкова упоминают как бы «между прочим». Своё одно из немногих интервью дал в 2002 году, для цикла Тайны забытых побед.
Сергею Сергеевичу Крюкову посвящён документальный фильм из цикла «Империя Королёва» (2007 год) «Проект Крюкова» (10-я серия).

## Интересные факты
- Детские годы Сергея Крюкова очень похожи на главного героя первого советского звукового фильма «Путёвка в жизнь».
- В конце 90-х Крюков говорил следующие о ракете Р-7: «…Она (ракета Р-7 „семёрка“) не самая выгодная, поскольку все двигатели запускаются на старте, но, несмотря на все минусы, она обладает высокой, почти абсолютной надёжностью…»

### Комментарии
1. ↑  де-факто территория под контролем Германской империи (оккупирована)